# Orde de Cisneros
L'Orde de Cisneros és una distinció civil al Mèrit Polític que es concedeix en premi a serveis rellevants prestats a Espanya.

## Categories
- Gran Collaret.
- Gran Creu.
- Banda.
- Comanda amb Placa.
- Comanda senzilla.
- Llaç.
- Creu.
- Medalla d'Or.

## Orígens
L'Orde de Cisneros va ser creada per Decret de 8 de març de 1944, durant la Dictadura del General Franco, per premiar els destacats serveis dels qui van demostrar un alt esperit de lliurament en les tasques de engrandecimiento de la Pàtria.
El Cap Nacional del Movimiento era el Gran Maestre de l'Orde i el seu Cap Suprem.
L'emblema fonamental de l'Orde de Cisneros estava integrat per una creu, entre els braços de la qual s'obrien feixos de cinc fletxes i al centre l'Àguila de Sant Joan Evangelista recolzada sobre el jou dels Reis Catòlics. Aquest emblema tenia les variacions particulars corresponents als diferents graus de l'Ordre.

## 18 de juliol de 1956
En complir-se el XX aniversari del cop d'estat del 18 de juliol de 1936, va ser otograda la Gran Creu de l'Orde de Cisneros al mèrit polític a les jerarquies més representatives dels tres Exèrcits, a proposta del canceller de l'Orde, Ministre Secretari General del Moviment, llavors José Luis Arrese Magra.
| « | "...En complir-se el XX aniversari de l'Alçament Nacional del 18 de juliol de 1936, en què es va iniciar una etapa nova per la historia de la nostra Pàtria, Falange Espanyola Tradicionalista i de les JONS recorda amb emoció i gratitud la gesta alliberadora iniciada per l'Exèrcit d'Espanya, al costat del qual es va alçar i va combatre en la Croada, al que sempre es va lligar l'admiració entranyable que van proclamar els fundadors i primers capitans i amb el qual va segellar per sempre la seva germanor indestructible amb la sang abocada per un mateix ideal en presons i camps de batalla..." . | » |

Es va concedir la Gran Creu als següents militars espanyols:
- Exèrcit de Terra, tinents generals:
  - Carlos Asensio Cabanillas, cap de l'Alt Estat Major.
  - Antonio Alcubilla Pérez, cap de l'Estat Major Central.
  - Miguel Rodrigo Martínez, capità general de la I Regió Militar.
  - Eduardo Sáenz de Buruaga y Polanco, capità general de la II Regió Militar.
  - Joaquín Ríos Capapé, capità general de la III Regió Militar.
  - Juan Bautista Sánchez González, capità general de la IV Regió Militar.
  - Manuel Baturone Colombo, capità general de la V Regió Militar.
  - Alfredo Galera Paniagua, capità general de la VI Regió Militar.
  - Carlos Rubio Guijarro, capità general de la VII Regió Militar.
  - Mohamed Ben Mezzian Bel Kasem, capità general de Canàries.
  - Antonio Castejón Espinosa, capità general de Balears.
  - Rafael García-Valiño y Marcén, cap de l'Exèrcit d'Àfrica.
  - Francisco Franco Salgado-Araujo, cap de la Casa Militar del Cap de l'Estat.
  - Gustavo Urrutia González, president del Tribunal Suprem de Justícia Militar.
  - Antonio Barroso y Sánchez Guerra, director de l'Escola Superior de l'Exèrcit.
  - Pablo Martín Alonso, director general de la Guàrdia Civil.
- Exèrcit de Terra d'Espanya, generals de divisió:
  - Manuel Carrasco Verde, sotssecretari del Ministeri de l'Exèrcit.
  - Pedro Pimentel Zayas, capità general de la IX Regió Militar.
  - Rafael Álvarez Serrano, comandant general de Melilla.
  - Luis Oliver Rubio, comandant general de Ceuta.
  - Fermín Gutiérrez Soto, segon cap cap de l'Estat Major Central.
  - José Cuesta Monereo, governador militar del Campo de Gibraltar.

## Situació actual
Amb la reinstauració de la Monarquia parlamentària, el decret 99/1976 i el Reial decret 1024/1977 de 15 d'abril, es va modificar radicalment la normativa anterior.
S. M. el Rei d'Espanya és l'actual Gran Maestre de l'Ordre i el càrrec de Canceller l'ostenta el Ministre de la Presidència d'Espanya.
Des del mes de setembre de 1977 no s'han nomenat nous membres, per la qual cosa encara que formalment es manté en vigor, pot considerar-se extingida de facto.